# هلیکوباکتر هیلمانی سنسو لاتو
هلیکوباکتر هیلمانی سنسو لاتو به گروهی از گونه های باکتریایی در سرده هلیکوباکتر اشاره دارد. سرده هلیکوباکتر از حداقل 40 گونه  از باکتری های مارپیچی شکل (که به چوب پنبه باز کن نیز تشبیه می‌شوند) تاژک دار و گرم منفی تشکیل شده است  که با اختلاف زیاد ، برجسته ترین و شناخته شده ترین گونه ، هلیکوباکتر پیلوری است(H.pylori)  هلیکوباکتر پیلوری با بیماری های دستگاه گوارش از جمله گاستریت،زخم معده،زخم دوازدهه،سرطان های غیر لنفومی معده و زیرگروه های مختلفی از لنفوم های ناحیه حاشیه ای خارج گِرِهی،به عنوان مثال معده ، باریک روده ، روده بزرگ و راست روده مرتبط است. هلیکوباکتر پیلوری همچنین با ایجاد کلانژیوکارسینوما همراه بوده است و با طیف گسترده ای از بیماری های دیگر همراه بوده است، اگرچه نقش آن در ایجاد این بیماری ها مستلزم مطالعه بیشتر است.
گونه‌های باکتری هلیکوباکتر هیلمانی سنسو لاتو به عنوان بخشی از تعریف خود ، شباهتی به هلیکوباکتر پیلوری دارند که با ایجاد التهاب معده، زخم معده،  زخم دوازدهه  و سرطان های غیر لنفومی معده و لنفوم های سلول B حاشیه ای خارج گرهی معده مرتبط است. فهمیدن و تشخیص ارتباط این باکتری با این بیماری های دستگاه گوارش فوقانی ، به ویژه لنفوم ناحیه حاشیه ای خارج گرهی معده، مهم است؛زیرا بسیاری از آنها با موفقیت با استفاده از رژیم های دارویی بر پایه آنتی بیوتیک های ساخته شده ضد برانگیختگی هلیکوباکتری هیلمانی سنسو لاتو درمان می‌شوند.